# J'ai retrouvé mes amours
Pour plus de détails, voir Fiche technique et Distribution.
J'ai retrouvé mes amours (I Met My Love Again) est un film américain en noir et blanc réalisé par Joshua Logan et Arthur Ripley, sorti en 1938.

## Synopsis
Julie rencontre Ives Tower à l'université et ils tombent amoureux. Le couple planifie son mariage pour la fin de leurs études, mais les parents s'y opposent.  Julie finit par épouser un écrivain alcoolique. Elle s'installe à Paris et commence une nouvelle vie avec lui. Ils ont tous les deux une fille, mais l'écrivain meurt et elle décide de retourner dans sa ville natale et de reconquérir son ancien amour.

## Fiche technique
- Titre original : I Met My Love Again
- Titre français : J'ai retrouvé mes amours
- Titre français alternatif : Collège mixte
- Réalisation : Joshua Logan, Arthur Ripley et George Cukor (non crédité)
- Scénario : David Hertz d'après le livre Summer Lightning de Allene Corliss
- Producteur : Walter Wanger
- Société de production : Walter Wanger Productions
- Société de distribution : United Artists
- Musique : Heinz Roemheld (non crédité)
- Photographie : Hal Mohr
- Montage : Otho Lovering et Edward Mann
- Direction artistique : Alexander Toluboff
- Costumes : Helen Taylor
- Pays d'origine : États-Unis
- Langue : anglais
- Format : noir et blanc - 35 mm - 1,37:1 - Son : Mono (Western Electric Noiseless Recording)
- Genre : Drame romantique
- Durée : 77 min
- Dates de sortie : 
  - États-Unis : 14 janvier 1938
  - France :  27 juillet 1938

## Distribution
- Joan Bennett : Julie Wier Shaw
- Henry Fonda : Ives Towner
- Louise Platt : Brenda Lane
- Alan Marshal : Michael Shaw
- Dame May Whitty : Tante William
- Alan Baxter : Tony
- Dorothy Stickney : Mme Towner
- Tim Holt : Budge Williams
- Florence Lake : Carol Towner
- Elise Cavanna : Agatha
- Henry Brandon : Bruno, le peintre